# Cryptantha marioricardiana
Cryptantha marioricardiana är en strävbladig växtart som beskrevs av Teillier. Cryptantha marioricardiana ingår i släktet Cryptantha, och familjen strävbladiga växter. Inga underarter finns listade i Catalogue of Life.